# مخاطر حقوق الملكية
مخاطِر حقوق الملكيّة (بالإنجليزية: Equity risk)‏ هي الإستثمارات التي تنخفضُ قيمتُها بسبب ديناميكية سوق الأوراق المالية، فتكون سبب لأن يخسر أحدُ الأشخاصِ المال.

إن المقياس المستخدم في أسواقِ الأسهُم لقياس الخطر هو الانحراف المعياري لسعر الورقة المالية على عدد الفترات. يرسم الانحراف المعياري توقعات الشخص حول التقلبات الطبيعية لأسعار الورقة المالية بأعلى أو أقل من المتوسط أو المعدل. على كل حال، بما أن معظم المستثمرين لا يعتبرون التقلبات فوق متوسط العائد "مخاطر"؛ فإن بعض الاقتصاديين يفضلون البحث عن وسائل قياسٍ أخرى.

## مواضيع ذات صلة
- المخاطر السلعية
- مخاطر أسعار الفائدة
- مخاطر العملة